# Hennaarderadeel
Hennaarderadeel (Fries: Hinnaarderadiel) is een voormalige grietenij en gemeente in het midden van de provincie Friesland. De gemeente heeft bestaan tot 1984.
Na de gemeentelijke herindeling op 1 januari 1984 is Hennaarderadeel samen met de gemeente Baarderadeel opgegaan in de nieuwe gemeente Littenseradeel. In de plannen die Gedeputeerde Staten in 1979 hadden opgesteld als voorstel voor de gemeentelijke herindeling die in 1984 werd geëffectueerd werd de naam De Greidslachte voorgesteld.

## Plaatsen
De gemeente Hennaarderadeel bevatte in 1983 veertien dorpen. De hoofdplaats was Wommels. De Nederlandse namen waren de officiële. De plaatsnaamborden in de gemeente waren tweetalig met de Nederlandse naam boven de Friese.
Aantal inwoners per woonkern op 1 januari 1983:
| Nederlandse naam | Friese naam  | Inwoners |
| ---------------- | ------------ | -------- |
| Wommels          | Wommels      | 1903     |
| Oosterend        | Easterein    | 925      |
| Welsrijp         | Wjelsryp     | 492      |
| Spannum          | Spannum      | 309      |
| Kubaard          | Kûbaard      | 257      |
| Itens            | Itens        | 219      |
| Roodhuis         | Reahûs       | 148      |
| Rien             | Rien         | 147      |
| Hidaard          | Hidaard      | 114      |
| Baijum           | Baaium       | 102      |
| Waaxens          | Waaksens     | 96       |
| Lutkewierum      | Lytsewierrum | 81       |
| Hennaard         | Hinnaard     | 67       |
| Edens            | Iens         | 46       |

Bron: Provincie Friesland
Een aantal buurtschappen in de gemeente waren: Driehuizen, De Klieuw, Hidaarderzijl, Meilahuizen, Montsamaburen, Westerend, Schrok en Tjeppenboer en Westerlittens.

## Aangrenzende gemeenten
| Aangrenzende gemeenten | Aangrenzende gemeenten | Aangrenzende gemeenten | Aangrenzende gemeenten | Aangrenzende gemeenten |
| ---------------------- | ---------------------- | ---------------------- | ---------------------- | ---------------------- |
| Franeker Franekeradeel |                        |                        |                        | Menaldumadeel          |
|                        |                        |                        |                        |                        |
| Wonseradeel            | Baarderadeel           |                        |                        |                        |
|                        |                        |                        |                        |                        |
|                        |                        | Wymbritseradeel        |                        |                        |